# ريتشارد برترام
ريتشارد برترام (بالإنجليزية: Richard Bertram)‏ هو مالك سفن ‏ أمريكي، ولد في 4 فبراير 1916 في إيست أورانج في الولايات المتحدة، وتوفي في 28 أبريل 2000 في ستيوارت في الولايات المتحدة.